# Caloptilia atomosella
Caloptilia atomosella är en fjärilsart som först beskrevs av Philipp Christoph Zeller 1873.  Caloptilia atomosella ingår i släktet Caloptilia och familjen styltmalar. Inga underarter finns listade i Catalogue of Life.